# Stenopsyche griseipennis
Stenopsyche griseipennis är en nattsländeart som beskrevs av Mclachlan 1866. Stenopsyche griseipennis ingår i släktet Stenopsyche och familjen Stenopsychidae. Inga underarter finns listade i Catalogue of Life.